# Vịt bầu cánh trắng
Vịt bầu cánh trắng hay còn gọi với các tên khác là Vịt khoang, Vịt lang (do nông dân Việt Nam gọi tên) là giống vịt nhà có xuất xứ từ Trung Quốc, được nhập vào Việt Nam theo con đường tiểu ngạch. Chúng là giống vịt được nuôi rộng rãi tại nhiều địa phương khác nhau ở Việt Nam, đặc biệt là các vùng miền núi và từ Thanh Hóa trở ra Bắc. Vịt bầu cánh trắng với những ưu điểm như kháng bệnh cao, phát triển nhanh, sức đẻ tốt, tỷ lệ thịt đùi, ức cao và được thị trường Việt Nam ưa chuộng. Chúng đang cạnh tranh quyết liệt với giống vịt cỏ Vân Đình của Việt Nam và đưa giống vịt này có nguy cơ mai một.

## Đặc điểm
Vịt Bầu cánh trắng có ngoại hình đặc trưng của một giống vịt siêu thịt, tương tự như vịt Bắc Kinh. Vịt có thân hình nở nang, đầu to, cổ ngắn. Khối lượng trưởng thành đạt từ 3,5 – 4 kg/con tùy trống mái. Khối lượng cơ thể trưởng thành của con trống là 3,6-4,2 kg, con mái là 3,5-3,8 kg. Vịt bầu cánh trắng có bộ lông màu trắng là chính, trên thân có một số đốm nhỏ màu nâu nhạt hoặc cánh sẻ nhạt mỏ và chân có màu vàng nâu.
Vịt lấy thịt nuôi 52-55 ngày nặng 2,3-2,6 kg, tỷ lệ thân thịt trên 70%, tiêu tốn 2,5-2,7 kg thức ăn/kg vịt hơi. Vịt bầu cánh trắng nuôi công nghiệp chỉ mất 45 - 50 ngày là được xuất chuồng, đạt 2 - 2,4 kg/con, có nơi nuôi vịt bầu cánh trắng chỉ mất 50 ngày là xuất chuồng, với trọng lượng từ 2-2,5 kg/con, hiệu quả kinh tế cao, đặc biệt, là giống vịt siêu thịt, vịt có tỷ lệ thịt đùi và lườn cao, thơm ngon nên được thịt trường ưa chuộng
Giống này cho giá trị kinh tế cao và sức đề kháng tốt. Chúng khả năng tự kiếm mồi của vịt tương đối tốt nên có thể nuôi vịt chạy đồng. Năng suất trứng trung bình của đàn bố mẹ là 150 – 170 trứng/mái/năm, khối lượng trứng 80-90 g/quả, lượng trứng đều. Vịt nuôi vườn cho năng suất trứng cao hơn vịt chạy đồng từ 5 – 10%, và đều đặn với tỷ lệ đẻ đạt trên 80%, trứng lại to hơn giống vịt cỏ sau một thời gian có mặt trên thị trường, vịt Bầu cánh trắng đã phát triển khá nhanh, đến nay, giống vịt này đã chiếm một tỷ lệ rất đáng kể trong tổng đàn vịt thịt của Việt Nam. 

## Chăn nuôi

### Thanh Hóa
Ở Thanh Hóa, Vịt Bầu cánh trắng là đối tượng nuôi mới trên địa bàn xã Mường Chanh cũng như huyện Mường Lát nên bước đầu triển khai mô hình gặp không ít khó khăn, người dân lo ngại dịch bệnh xảy ra, khả năng thích ứng với điều kiện tại địa phương, mức đầu tư cao, theo mô hình mới, chính quyền cấp 2.000 con giống vịt bầu cánh trắng đạt 28 ngày tuổi cho 10 hộ dân thuộc diện nghèo của bản Na Hin, xã Mường Chanh, huyện Mường Lát, giống vịt được tiêm đầy đủ Vacxin theo đúng quy định, vịt khi thả nuôi nhanh nhẹn, khỏe mạnh. Kết quả đàn vịt nuôi đạt tỷ lệ sống ≥ 98%, trọng lượng bình quân 1,3 kg/con, mô hình nuôi vịt bầu cánh trắng bước đầu đã thành công phù hợp với điều kiện sinh thái và khả năng đầu tư sản xuất của nông dân.

### Vân Đình
Ở vùng Vân Đình, khoảng gần 20 năm về trước, dân địa phương chủ yếu nuôi vịt cỏ Vân Đình. Nhưng giống vịt này năng suất không cao (nên sau đó chuyển sang nuôi vịt bầu cánh trắng cho giá trị kinh tế cao hơn, nuôi nhanh lớn hơn. Vân Đình cũng như các vùng lân cận không còn ai nuôi vịt cỏ đúng chất. Do đó đặc sản vịt cỏ Vân Đình là nhái bởi thực chất đó là vịt bầu cánh trắng nuôi công nghiệp, các nhà hàng còn yêu cầu người nuôi, bán vịt bầu cánh trắng non để qua mắt thực khách, nguyên nhân khiến vịt cỏ Vân Đình thất thế trước vịt bầu cánh trắng là do sản lượng hai giống vịt đem lại quá chênh lệch nhau, khi chuyển sang nuôi vịt bầu cánh trắng, bán theo giá trị trường, mỗi đàn cũng lãi được hơn 10 triệu đồng.

### Đắklắc
Ở Đác lắc, có nhiều hộ kinh tế đi lên từ giống vịt bầu cánh trắng, với mô hình nuôi vịt bầu cánh trắng theo kiểu công nghiệp, có hộ gia đình chuyển đổi từ vịt cỏ chạy đồng sang nuôi vịt bầu cánh trắng với hình thức trang trại tập trung, thả vườn và từ khi khởi nghiệp bằng giống vịt mới đến nay, công việc thuận lợi. Đặc biệt vịt nuôi vườn cho năng suất trứng cao hơn vịt chạy đồng từ 5 – 10%, và đều đặn với tỷ lệ đẻ đạt trên 80%, trứng lại to hơn giống vịt cỏ.

### Tủa Chùa
Tại huyện Tủa Chùa thuộc Điện Biên đã triển khai nuôi vịt bầu cánh trắng trên địa bàn xã, nhằm phục vụ sản xuất phát triển kinh tế gia đình. Chính quyền tổ chức tập huấn cho các hộ gia đình về kỹ thuật chăn nuôi vịt bầu cánh trắng, cách theo dõi sự sinh trưởng và phát triển của đàn vịt. Sau một thời gian triển khai, mô hình đã thu được một số kết quả nhất định, tỷ lệ vịt sống khá cao. Người dân biết cách úm và chăm sóc vịt bầu cánh trắng cho năng suất cao, các loại thức ăn cho tăng tỷ trọng nhanh. 

### Lai Châu
Tại Lai châu hiệu quả từ mô hình chăn nuôi vịt thịt an toàn sinh học, so với cách nuôi truyền thống thì chăn nuôi vịt thịt giống vịt bầu cánh trắng theo hướng an toàn sinh học có hiệu quả kinh tế cao hơn hẳn, chất lượng thịt đảm bảo an toàn vệ sinh thực phẩm cung cấp cho người tiêu dùng, phân và chất thải được thu gom đem ủ nên không gây ô nhiễm môi trường. 

### Yên Thành
Yên Thành phát triển nghề chăn nuôi vịt trong đó các chủ trại vịt cũng bắt đầu mua giống vịt con về ươm, khi đến mùa gặt, trên các cánh đồng có nhiều nguồn thức ăn tự nhiên dồi dào cho đàn vịt lớn nhanh, Nhiều giống vịt cỏ lai, vịt bầu Quỳ châu, vịt bầu cánh trắng, vịt siêu thịt được người lai tạo giống cho năng suất, chất lượng cao. Trung bình ứ hai ngày vào lò một lần hai ngày khoảng hai nghìn quả trứng nở con vịt bầu cánh trắng,từ đầu năm đến cuối năm cứ nở đều đều như thế,đáp ứng đủ nhu cầu cho người dân ở vùng này.